# Michael E. Burke

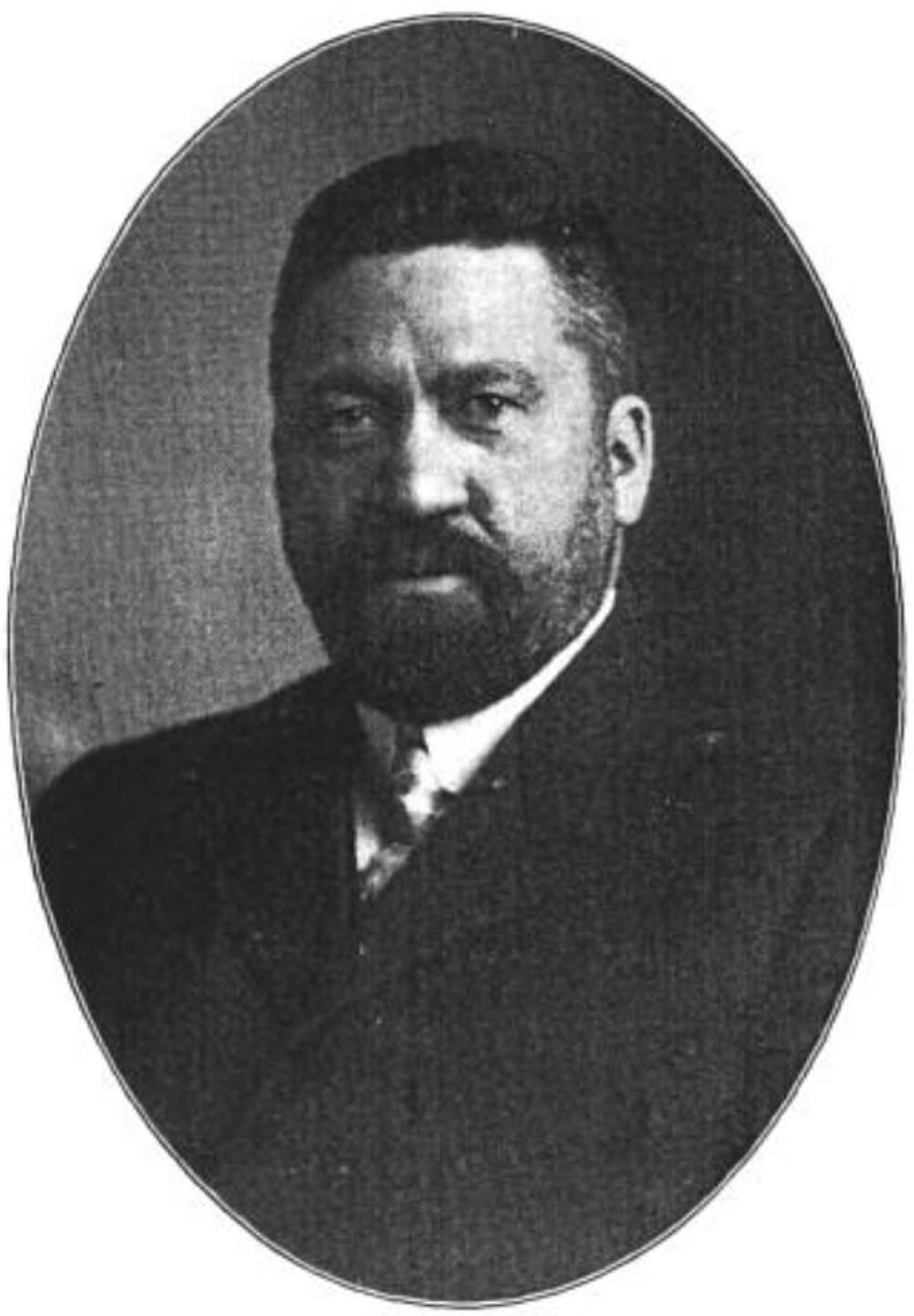
Michael E. Burke, 1913

Michael Edmund Burke (* 15. Oktober 1863 in Beaver Dam,  Dodge County, Wisconsin; † 12. Dezember 1918 ebenda) war ein US-amerikanischer Politiker. Zwischen 1911 und 1917 vertrat er den Bundesstaat Wisconsin im US-Repräsentantenhaus.

## Werdegang
Michael Burke besuchte die öffentlichen Schulen seiner Heimat und die Wayland Academy, die er im Jahr 1884 abschloss. Nach einem anschließenden Jurastudium an der University of Wisconsin–Madison und seiner im Jahr 1888 erfolgten Zulassung als Rechtsanwalt begann er in Beaver Dam in seinem neuen Beruf zu arbeiten. Gleichzeitig schlug er als Mitglied der Demokratischen Partei eine politische Laufbahn ein. Von 1887 bis 1889 war Burke Ratsschreiber (Town Clerk) in seiner Heimatgemeinde. Zwischen 1891 und 1893 saß er als Abgeordneter in der Wisconsin State Assembly; von 1895 bis 1899 gehörte er dem Staatssenat an. Zwischen 1893 und 1908 war er auch juristischer Vertreter der Stadt Beaver Dam. Von 1908 bis 1910 amtierte er dort auch als Bürgermeister. 1904 war Burke Delegierter zur Democratic National Convention in St. Louis, auf der Alton B. Parker als Präsidentschaftskandidat nominiert wurde.
Bei den Kongresswahlen des Jahres 1910 wurde Burke im sechsten Wahlbezirk von Wisconsin in das US-Repräsentantenhaus in Washington, D.C. gewählt, wo er am 4. März 1911 die Nachfolge von Charles H. Weisse antrat. Nach zwei Wiederwahlen konnte er bis zum 3. März 1917 drei Legislaturperioden im Kongress absolvieren. Allerdings vertrat er dort seit 1913 als Nachfolger von John M. Nelson den zweiten Distrikt von Wisconsin. Während seiner Zeit im Kongress wurden dort der 16. und der 17. Verfassungszusatz verabschiedet. Bei den Wahlen des Jahres 1916 unterlag Burke dem Republikaner Edward Voigt.
Michael Burke starb am 12. Dezember 1918 in Beaver Dam und wurde dort auch beigesetzt.